# Sopronkövesd
Sopronkövesd, tedesco Gissing, è un comune di 1 216 abitanti situato nella contea di Győr-Moson-Sopron, nell'Ungheria nordoccidentale.